# ひろしまTODAY60
『ひろしまTODAY60』（ひろしまトゥデイろくじゅう）は、1986年3月31日から1987年10月2日まで広島テレビで放送された夕方のニュース番組である。 

## 概要
- スタジオに4台の電話を設置して、視聴者からの情報を受け付けた[1][2]。

## 放送時間・放送期間
- 平日 17:30 - 18:30 （1986年3月31日 - 1987年10月2日）